# Карлівка (станція)
Кáрлівка — проміжна залізнична станція 4-го класу Полтавської дирекції Південної залізниці на електрифікованій лінії Полтава-Південна — Лозова між зупинним пунктом Тагамлик (18 км) та станцією Ланна (17 км). Розташована в однойменному місті Полтавського району Полтавської області.

## Історія
Станція Карлівка відкрита 1895 року. У 1896 році відкритий регулярний рух поїздів на ділянці Полтава — Карлівка. 15 жовтня 1897 року відкрита для руху поїздів лінія Карлівка — Костянтиноград (завдожки 32 версти). Будівництву залізниці сприяли герцоги Георгій і Михайло Мекленбург-Стрелицькі, які володіли землями у Карлівці. Назва станції походить від селища, що у XVII столітті на свою честь назвав Карл Мініх.
1896 року побудований вокзал, який відрізняється незвичайним фасадом із нашаруванням декількох центральних ризалітів.⠀
У різні роки станцію очолювали:
- 1900—1904, 1913—1914 роках — дворянин Олексій Опанасович Бондарев[1][2][3][4][5];
- 1916 року — Леонід Іванович Прожанський[6].

За даними 1902 року відвантаження зі станції становило 750 тис. пудів (близько 500 тис. пудів збіжжя).
Під час Другої світової війни станція не постраждала так сильно, як інші. У 1973 році проведена реконструкція: дільниці Карлівка — Орчик та Карлівка — колійний пост 43 км стали двоколійними.
Залізничний вокзал станції Карлівка історичний. У квітні 2011 року проведена його капітальна реконструкція з нагоди 90-річчя від дня народження льотчика-космонавта Георгія Берегового, який народився в селі Федорівка Карлівського району Полтавської області. Навпроти вокзалу встановлений пам'ятник льотчику-космонавту СРСР, двічі Герою Радянського Союзу генерал-лейтенант авіації Георгію Береговому.

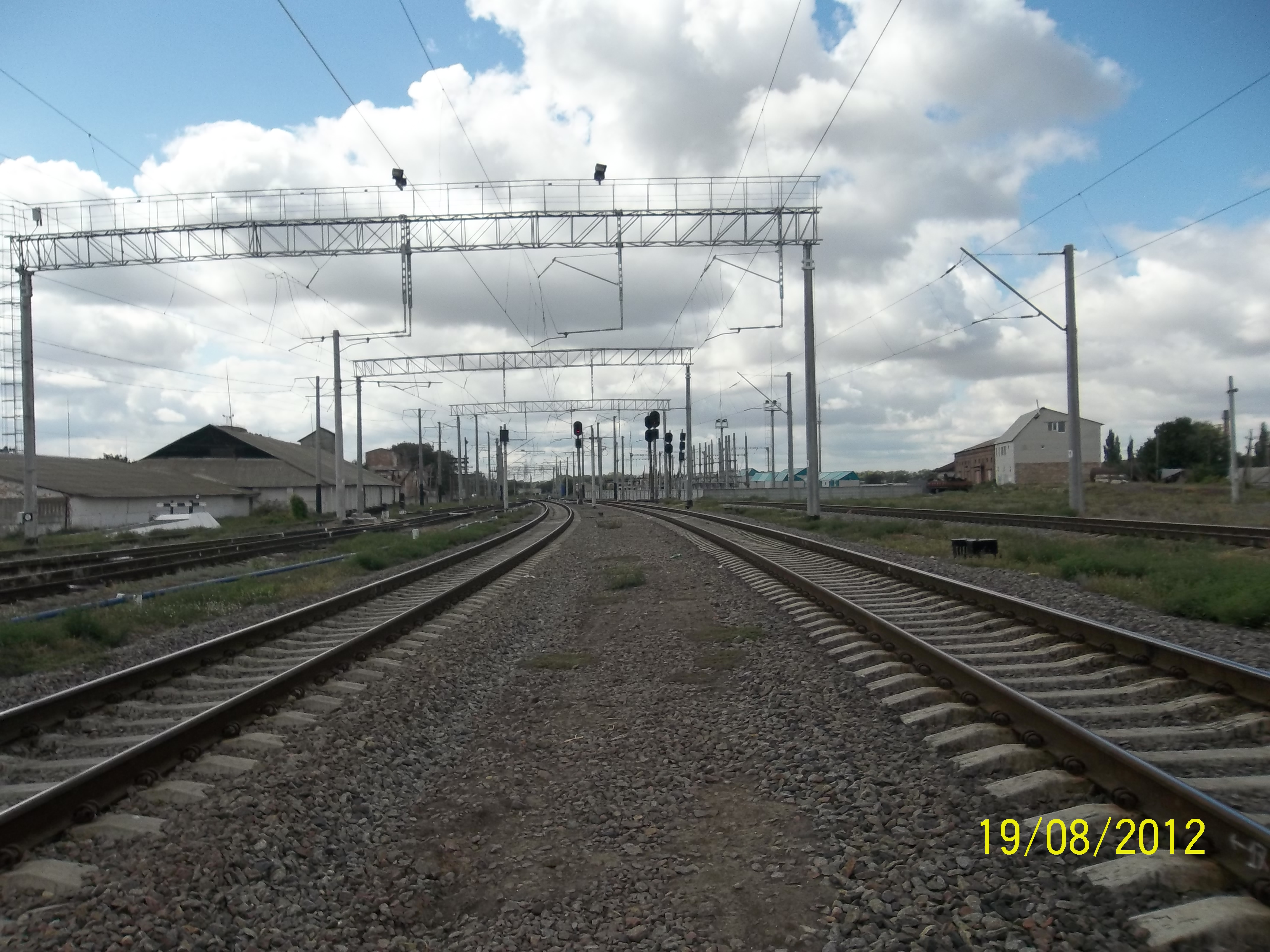
Панорама станції
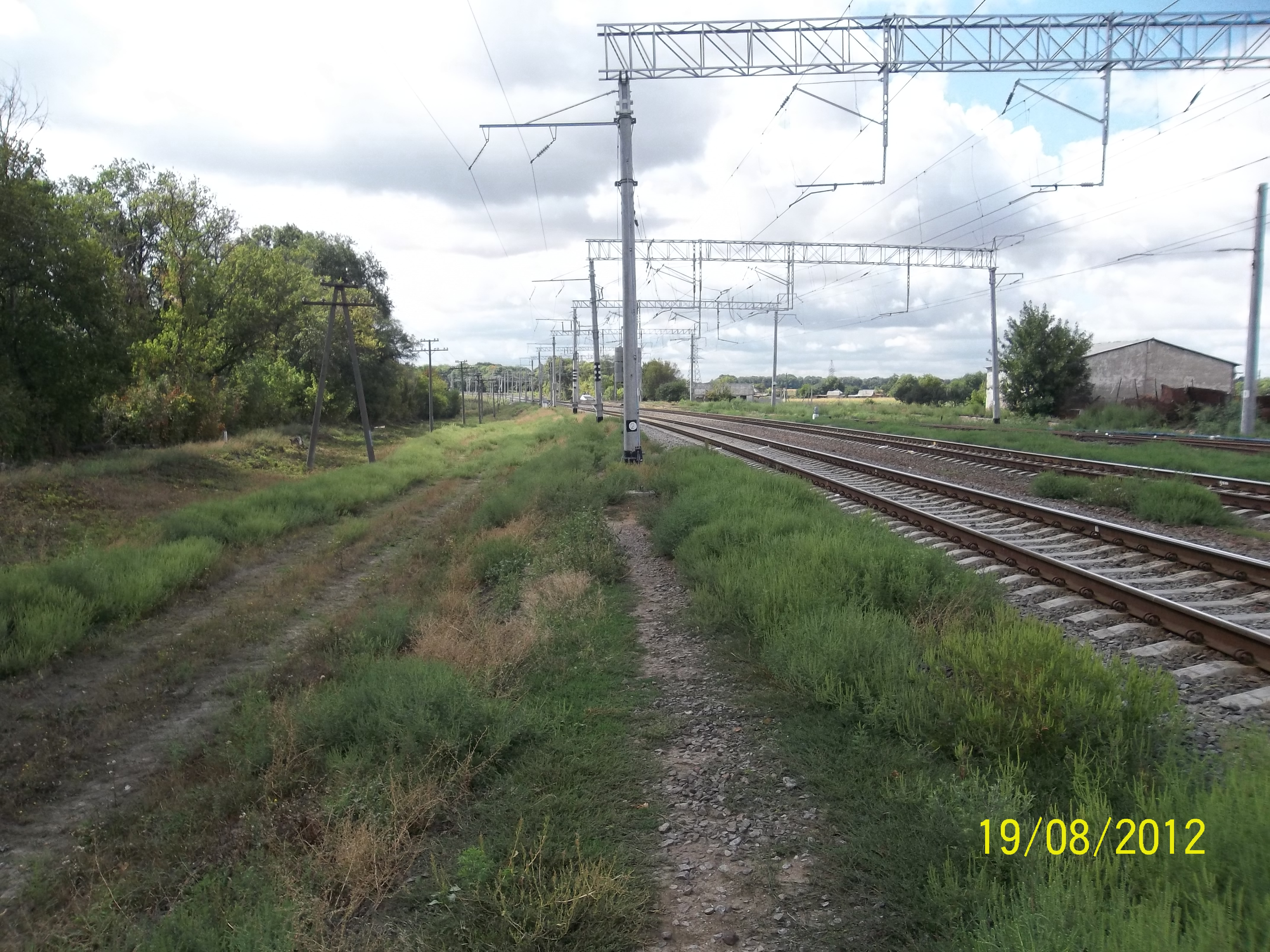
Колії
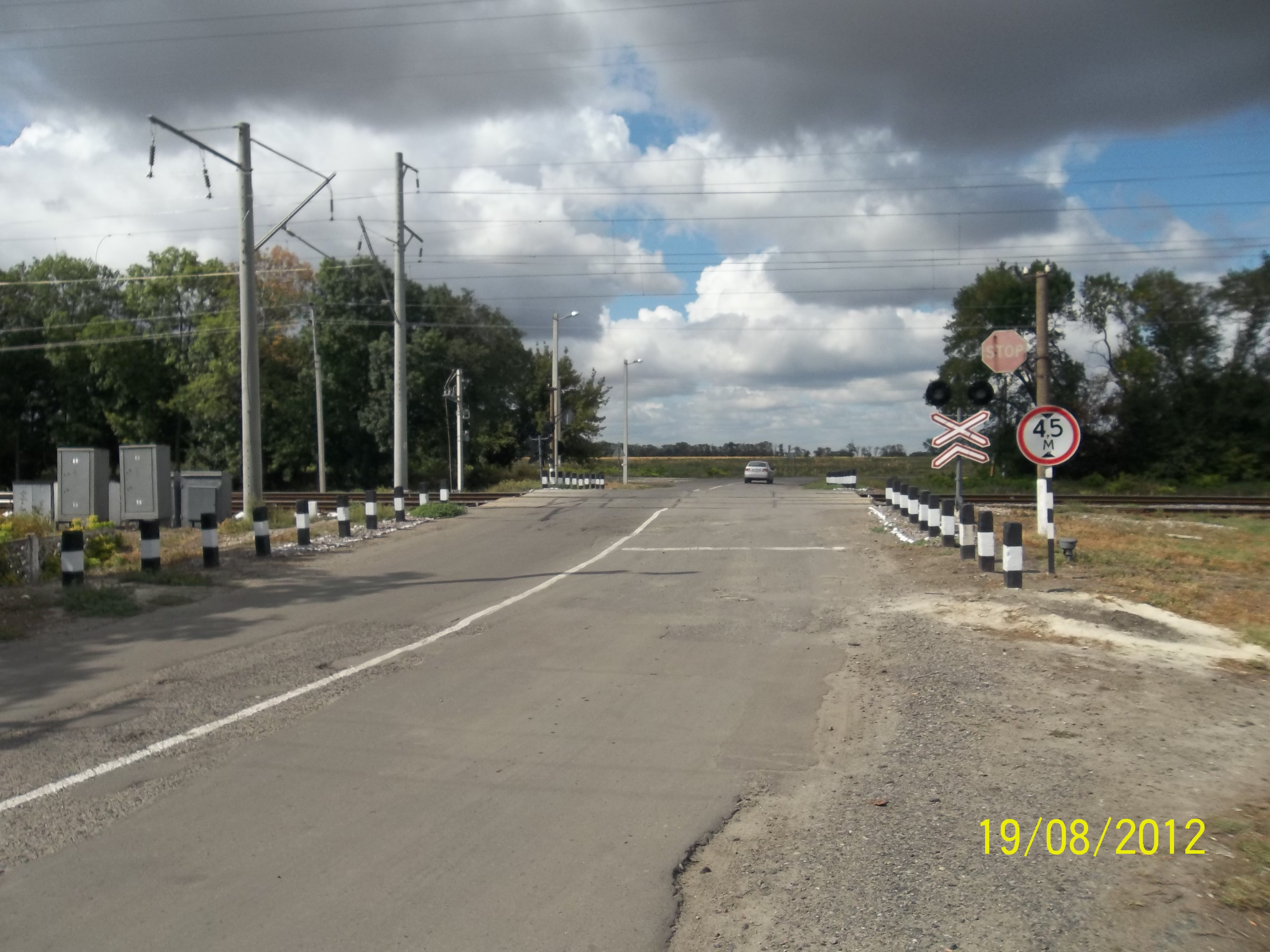
Залізничний переїзд

15 квітня 2011 року станція Карлівка прийняла іменний пасажирський поїзд сполученням Полтава — Москва (імені двічі Героя Радянського Союзу, льотчика-космонавта Георгія Берегового).
15 травня 2012 року відкрита електрифікована дільниця Полтава — Красноград — Лозова.

## Пасажирське сполучення
На станції Карлівка зупиняються приміські електропоїзди сполученням Полтава-Південна — Берестин — Лозова та нічні швидкі поїзди № 101/102 
|Херсон — Київ — Краматорськ, № 103/104 «Незламність»
Львів — Краматорськ та . До повномасштабного російського вторгнення в Україну на станції зупинявся єдиний нічний швидкий поїзд № 126/125 сполученням Київ — Костянтинівка (наразі тимчасово скасований).

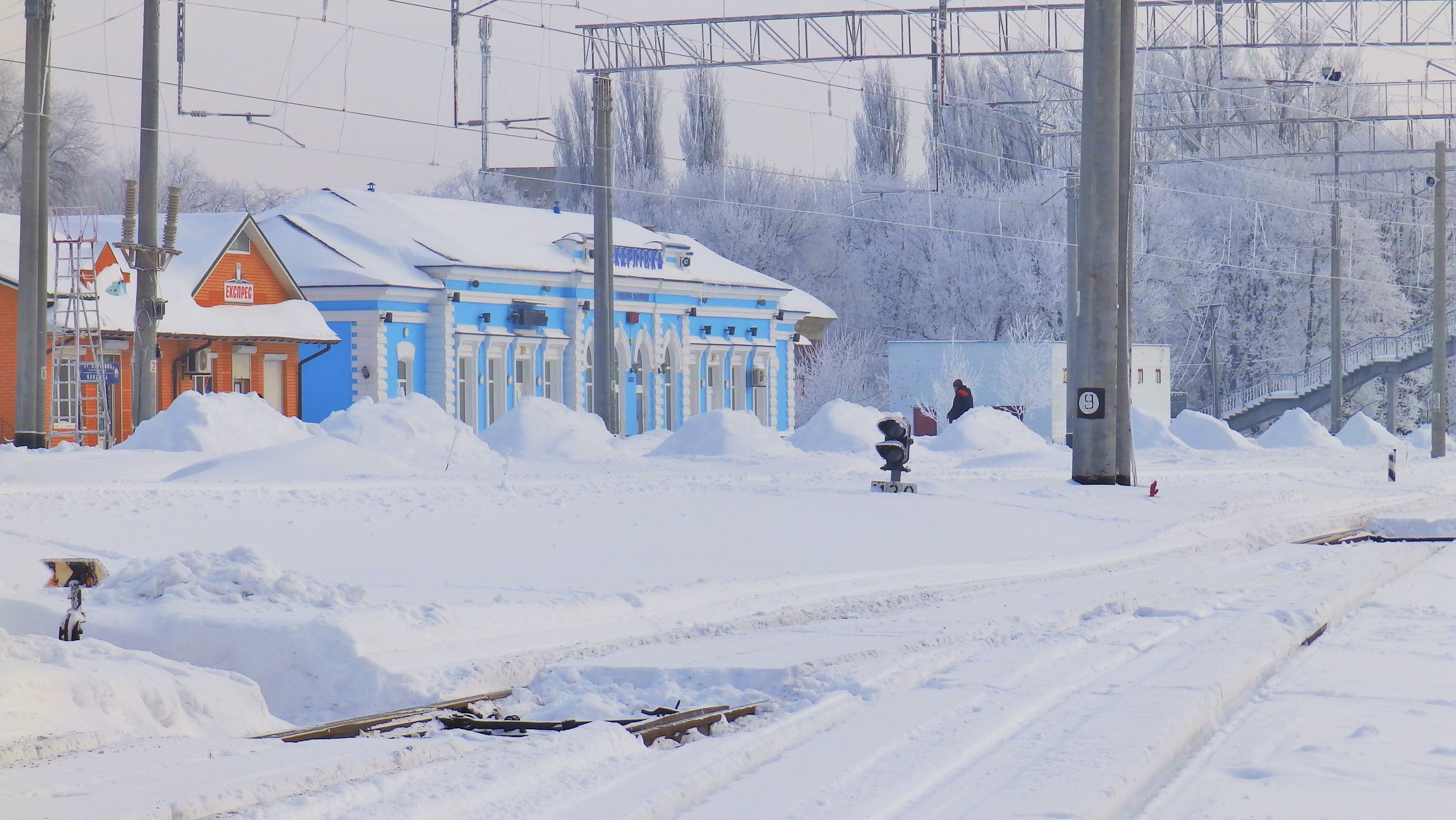
Залізничний вокзал взимку
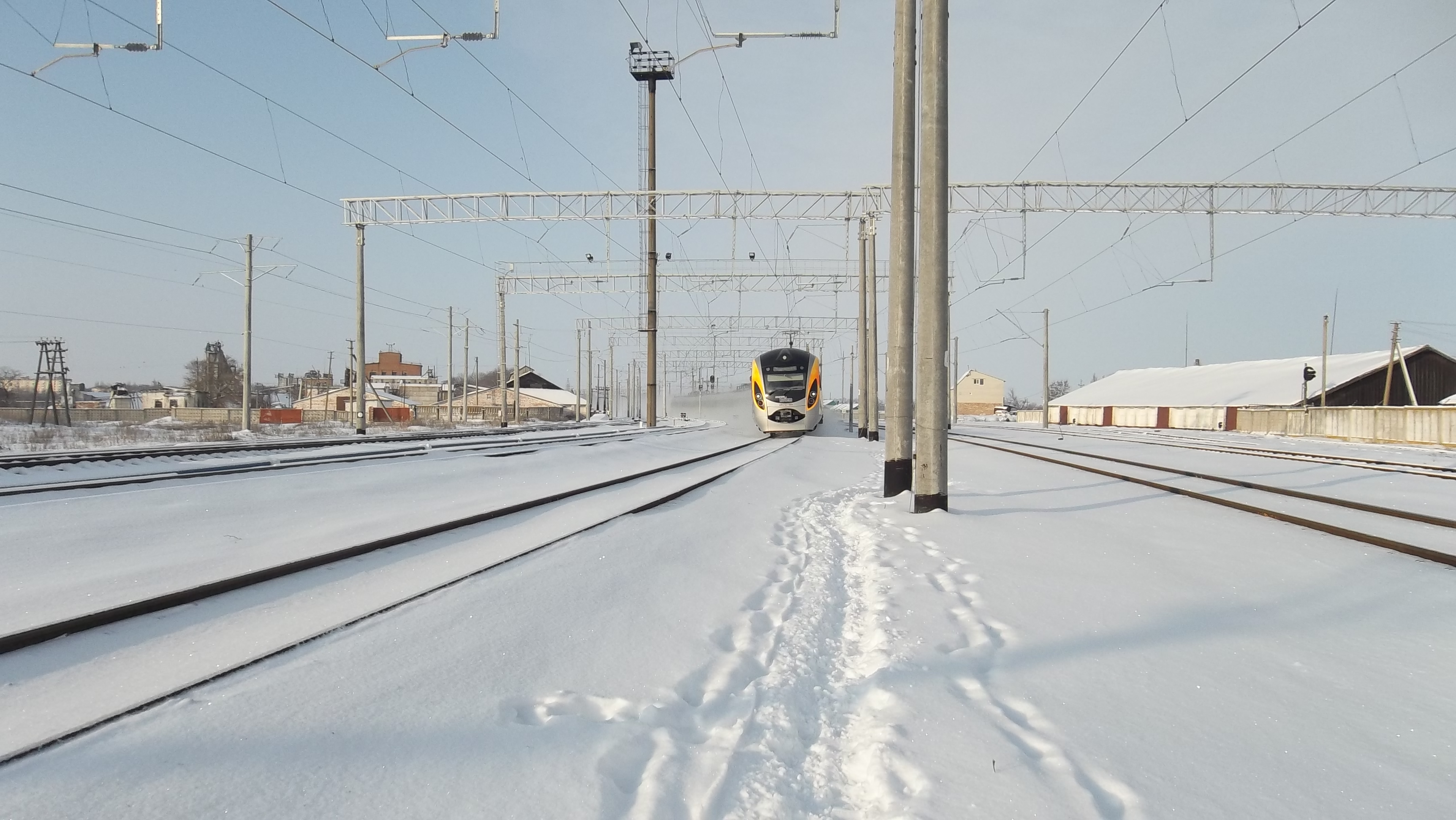
HRCS2 «Інтерсіті+» на станції Карлівка
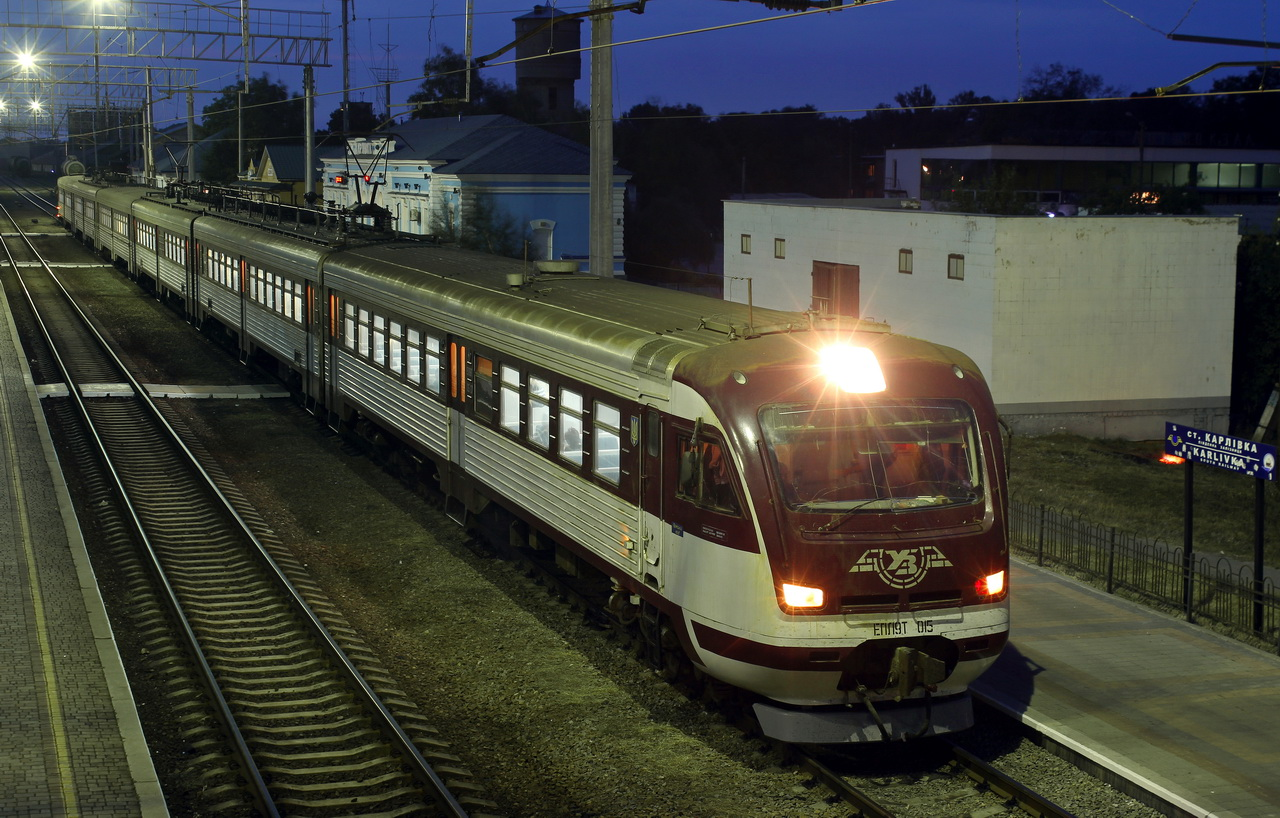
Електропоїзд ЕПЛ9Т на станції Карлівка